# Тарасове (Луцький район)
Тара́сове — село в Україні, у Луцькому районі Волинської області. Входить до складу Луцької міської громади. Населення становить 900 осіб.
Духовенство представлене двома течіями: Православ'ям та Протестантизмом. Православний храм збудували в 2012 році. У селі працює Господарське товариство «Первоцвіт» та дитячий садок.
З 23 грудня 2016 року до 12 червня 2020 року у складі Заборольської сільської громади. 
12 червня 2020 року, згідно з розпорядженням Кабінету Міністрів України  № 708-р, село увійшло до складу Луцької міської громади.

## Населення
Згідно з переписом УРСР 1989 року чисельність наявного населення села становила 524 особи, з яких 243 чоловіки та 281 жінка.
За переписом населення України 2001 року в селі мешкало 718 осіб.

### Мова
Розподіл населення за рідною мовою за даними перепису 2001 року:
| Мова       | Відсоток |
| ---------- | -------- |
| українська | 96,69 %  |
| російська  | 3,31 %   |

## Пам'ятки

### Археології
На території села відомі такі пам'ятки археології:
- На західній околиці села  — курган невідомого часу.
- У північно-східній околиці села, на території нового житлового масиву, на мисі першої надзаплавної тераси р. Іжівка (лівосторонній доплив р. Стир),— двошарове поселення ранньослов'янського часу та давньоруського періоду ХІІ-ХІІІ ст. Виявлене та обстежене експедицією ДП «Волинські старожитності» у 2009 році.

### Природи
- Група дубів-велетнів (пам'ятка природи)
- Першотравневий (парк-пам'ятка садово-паркового мистецтва)